# Teatro de la Maestranza

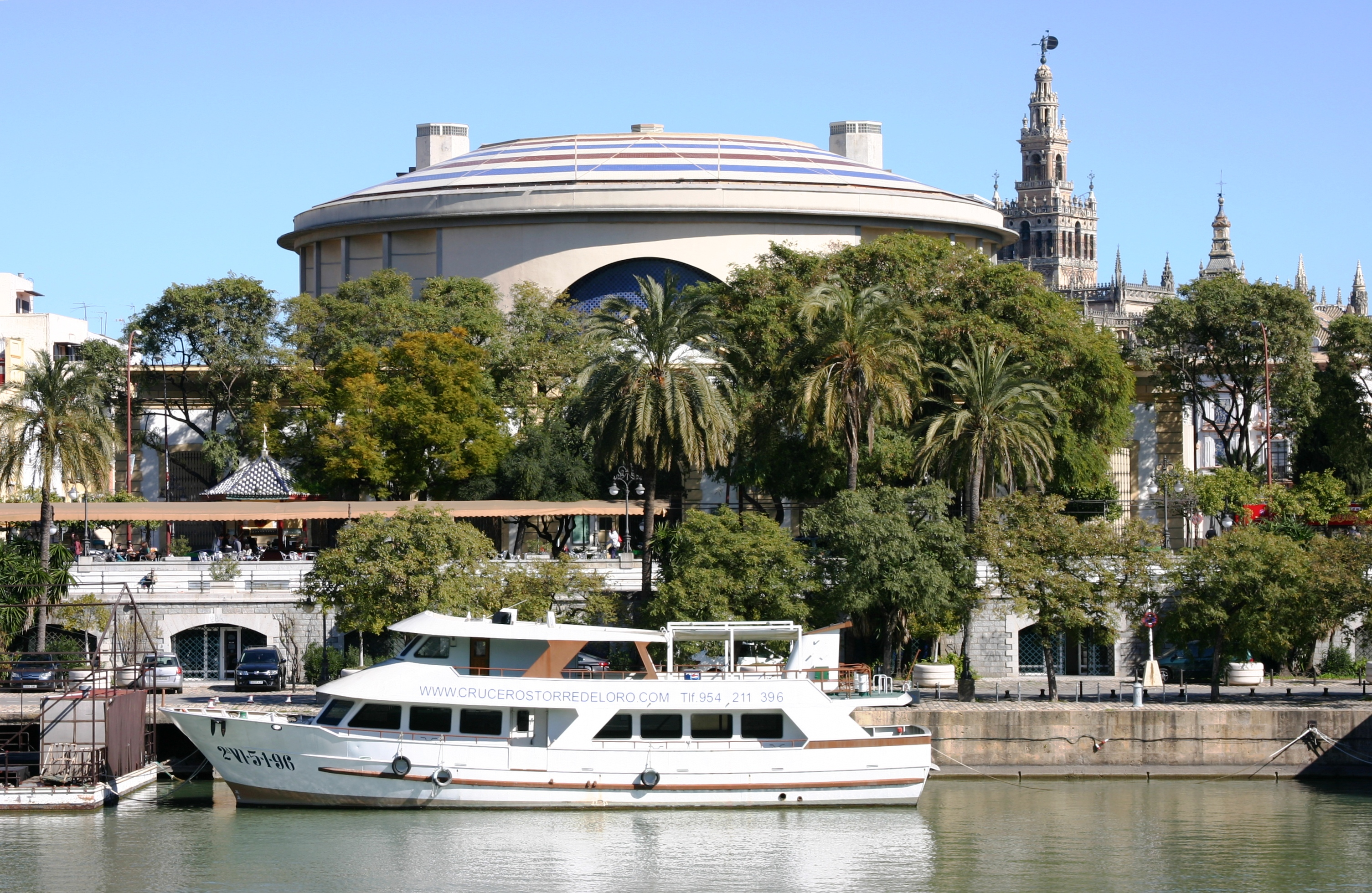
Il teatro visto dal canale

Il Teatro de la Maestranza è una sala per spettacoli di Siviglia. Esso è quasi esclusivamente destinato alle stagioni di opera lirica, musica sinfonica e balletto. Attuale direttore artistico è Pedro Halffter.

## Storia
Il Teatro si trova nel quartiere sivigliano dell'Arenal. Sul luogo dell'odierno teatro si trovava dal XIX secolo la Maestranza de Artillería (l'arsenale di artiglieria). Di questo antico edificio militare, l'attuale teatro ha conservato il nome e una parte della facciata in stile neoclassico.
Nel 1986 il consiglio provinciale di Siviglia (Diputación provincial de Sevilla), proprietaria del terreno, decise di rivalutare l'area. L'intenzione era di dotare la città di un palazzo della cultura che comprendesse un auditorium polivalente, delle sale per esposizioni, un centro di documentazione e di ricerca. A tal fine fu scelto il progetto presentato dagli architetti Aurelio del Pozo e Luis Marín.
Il Teatro fu finalmente inaugurato il 2 maggio 1991 alla presenza della regina Sofia.
Durante l'Esposizione universale del 1992, il nuovo teatro ospitò una grande stagione operistica, sinfonica e di balletto. In tale occasione ogni nazione espositrice mandò le sue migliori orchestre, cori e corpi di ballo ad esibirsi.

## Architettura
Il Teatro de la Maestranza sorge sulla riva del canale Alfonso XIII, vicino al centro storico di Siviglia. Si presenta come un moderno edificio cilindrico, fiancheggiato dallo storico frontone neoclassico dell'Arsenale. La sala ha una capienza di 1800 spettatori.
L'acustica del teatro è stata studiata attentamente, in considerazione del fatto che la sala funge sia da teatro dell'opera sia da sala da concerto. Infatti, il tempo di riverbero del suono è diverso fra un'opera lirica ed un concerto sinfonico e perciò il teatro è dotato di un sistema che permette il passaggio rapido da un assetto all'altro, sia sul piano architettonico (spostamento verticale della fossa dell'orchestra, apertura del risonatore acustico installato per i concerti) che sul piano acustico. In proposito è stato installato un sistema di assorbimento del suono, composto da 250 cilindri di 4 metri d'altezza e 40 cm di raggio, che servono da filtri acustici per i diversi tipi di onde sonore. Questi elementi possono essere introdotti o ritirati dalla sala secondo le necessità con un sistema di piattaforme mobili. Il palcoscenico è dotato di piattaforme idrauliche.